# OceanGate, Inc.
OceanGate Inc. — це приватна американська компанія, що працює в Еверетті, штат Вашингтон, і займається постачанням підводних апаратів з екіпажем для промисловості, наукових досліджень і пошуків. Компанію заснували у 2009 році Стоктон Раш і Гільєрмо Зенлайн. У 2017 році засновник заявив, що надання ексклюзивних турів — це шлях до більш прибуткового бізнесу.
Компанія придбала підводний апарат Antipodes, а пізніше побудувала два власних: Cyclops 1 і Titan. У 2021 році OceanGate почала брати платоспроможних туристів на «Титан», щоб відвідати уламки «Титаніка». Станом на 2022 рік ціна пасажира в експедиції OceanGate до кораблетрощі «Титаніка» становила 250 000 доларів США за особу.
У червні 2023 року «Титан» вибухнув під час подорожі до місця аварії корабля «Титанік», убивши всіх 5 пасажирів на борту, включаючи засновника компанії Стоктона Раша. Була розпочата міжнародна пошуково-рятувальна операція, і 22 червня уламки корабля були знайдені на морському дні неподалік від місця затоплення «Титаніка».

## Історія
У дитинстві батько Стоктона Раша познайомив його з другом, астронавтом Пітом Конрадом, який порадив йому отримати ліцензію пілота, якщо Раш хоче стати астронавтом. У 1980 році Раш отримав ліцензію комерційного пілота у віці 18 років, але пізніше йому сказали, що його гострота зору не дозволяє йому стати військовим пілотом, і він переїхав із Сан-Франциско до Сіетла, щоб працювати в McDonnell Douglas інженером-льотчиком F-15 Eagle, почав накопичувати статки, інвестуючи спадщину в технологічні компанії. Після відвідування запуску SpaceShipOne він зрозумів, що «я не хотів відправлятися в космос як турист. Я хотів бути капітаном Кірком на «Ентерпрайзі». Я хотів досліджувати», і повернувся до підводних досліджень. Оскільки холодні води Пьюджет-Саунда вимагали значного часу та технічного спорядження для занурення, він подумав, що «перебувати на підводній лодці, бути у гарному і затишнимому місці, мати з собою гарячий шоколад варте того, аби трохи замерзнути та пройти через двогодинну декомпресію, зависаючи на глибині», але коли він спробував придбати підводний човен, він дізнався, що в усьому світі менше 100 приватних підводних човнів, і не зміг придбати жоден, замість цього він побудував свій за планами в 2006 році.
Досвід і дослідження Раша привели його до двох основних висновків: перший, що підводні апарати мали невиправдану репутацію небезпечних транспортних засобів через їх використання для перевезення комерційних водолазів, і другий, що Закон про безпеку пасажирських суден 1993 року «без потреби ставив безпеку пасажирів вище комерційних інноваціяй». Базуючись на замовленому ним маркетинговому дослідженні, в якому було зроблено висновок про наявність достатнього попиту на підводний океанський туризм, який, у свою чергу, сприятиме розробці нових підводних апаратів для глибокого занурення, які дозволять здійснювати подальші комерційні підприємства, включаючи видобуток ресурсів і пом’якшення наслідків стихійних лих, він заснував OceanGate разом із діловим партнером у 2009 році.
OceanGate має намір зробити підводне дослідження дешевшим і доступним для приватних осіб, подібно до того, як Blue Origin і SpaceX намагалися знизити витрати на космічні польоти. Раш сказав, що існують дві основні перешкоди: сприйняття небезпеки та невелика кількість підводних апаратів з людським екіпажем, які в основному будуються та належать державним установам.

## Підводні апарати
Підводні апарати Cyclops 1 і Titan, розроблені OceanGate, запускаються та піднімаються з сухого доку, подібного до «Платформи для запуску та відновлення», яку можна буксирувати за комерційним судном. Коли платформа та підводний апарат досягають місця призначення, флотаційні резервуари платформи затоплюються, і вона занурюється під поверхневу турбулентність на глибину 9 м. Потім підводний апарат вирушає у підводну місію. Після повернення підводного апарата на платформу флотаційні резервуари відкачуються, і платформу можна знову взяти на буксир або підняти на борт приймаючого судна. Це дозволяє OceanGate використовувати судна без кранів. Платформа приблизно 11 м у довжину та 4,6 м у ширину може піднімати до 9100 кг; вона базується на концепції, розробленій Гавайською лабораторією підводних досліджень.

### Antipodes(305 метрів)

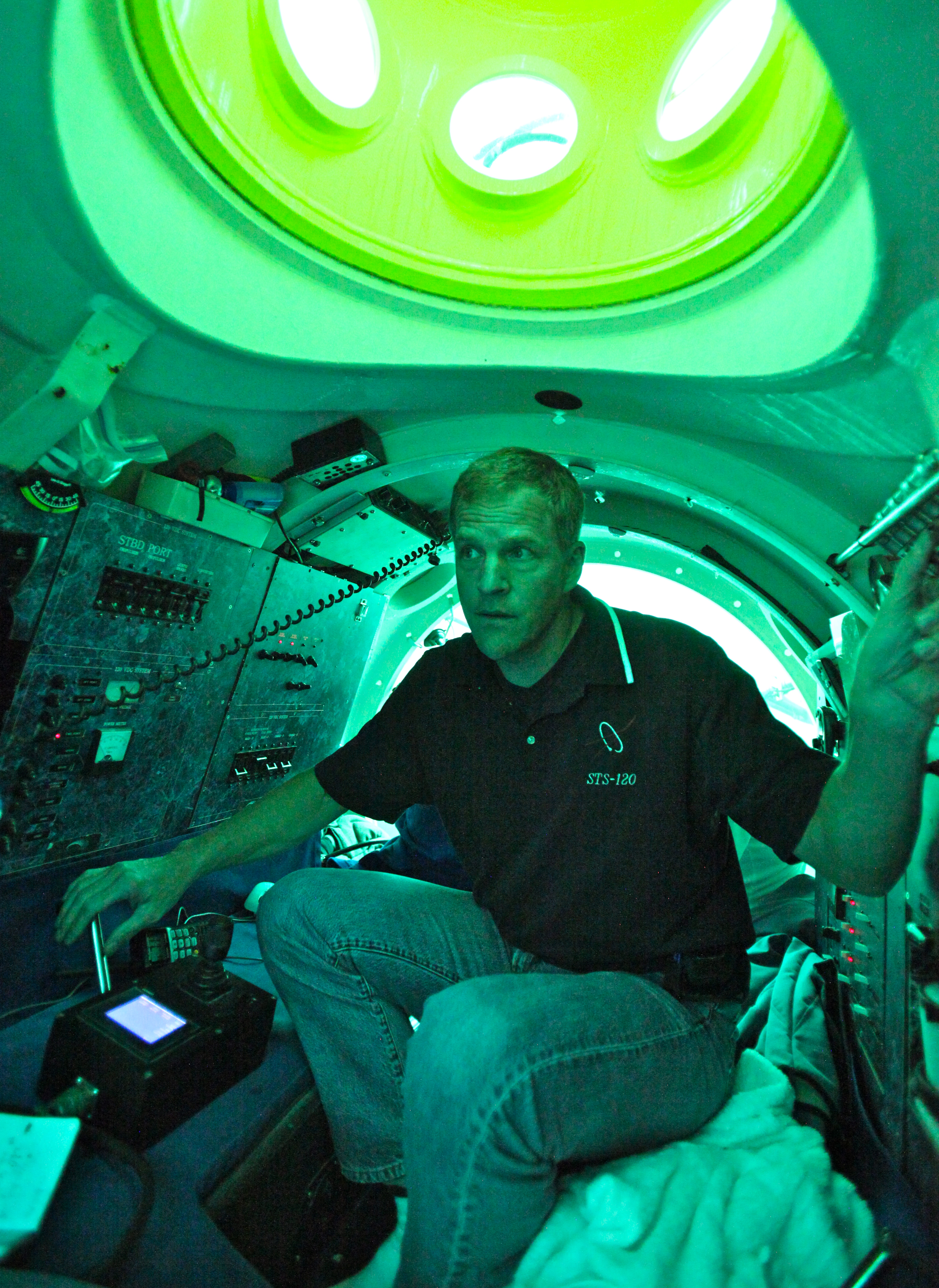
Астронавт Скотт Паразинскі на борту Antipodes

OceanGate придбала підводний апарат Antipodes у 2012 році. Він оснащений двома великими (1,47 м у діаметрі) напівсферичними акриловими куполами для візуального спостереження та фотографування. Antipodes має розміри 4,5 м × 2,3 м × 2,4 м Д×Ш×В і важить 6350 кг. Він рухається зі швидкістю до 3 вуз (5,6 км/год; 3,5 миля/год) з використанням шести двигунів; крейсерська швидкість 1,5 вузлів (2,8 км/год). Судно містить достатню кількість кисню для забезпечення повного складу із п’яти осіб на 72 години.

### Cyclops 1(500 метрів)

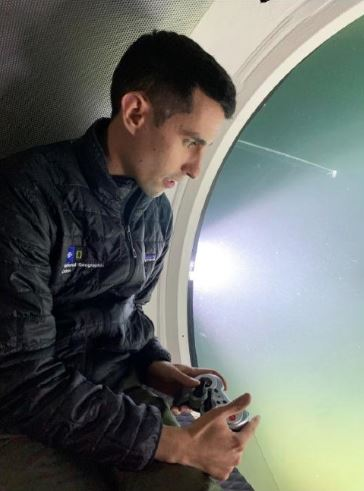
Пілот Циклопа 1 у вікні, керуючи судном за допомогою модифікованого ігрового контролера

У співпраці з лабораторією прикладної фізики Університету Вашингтона, компанія OceanGate розробила підводний апарат Cyclops 1, розрахований на п’ять осіб, який здатний досягати максимальної глибини 500 метрів. У початковому проєкті корпус мав бути виготовлений із вуглецевого волокна, а підводний апарат у формі кулі занурювався вертикально з поворотними сидіннями, щоб пасажири залишалися вертикально; Boeing працював з OceanGate і UW для початкового аналізу конструкції. Підводний апарат Cyclops 1, запущений у березні 2015 року, є першим підводним апаратом класу Cyclops, розробленим OceanGate. Назва обумовлена великим напівсферичним куполом на одному кінці, призначеним для забезпечення широкого огляду океану.
Один кінець Cyclops 1 оснащений великим (1,44 метрів у діаметрі) акриловим куполом для візуального спостереження та фотографування. «Cyclops 1» має розміри 664 см × 283 см × 217 см і важить 9075 кг з максимальним корисним навантаженням 567 кг. Рухається до 2,5 вузлів (4,6 км/год) з використанням чотирьох електричних двигунів, з яких два розташовано горизонтально та два вертикально. Судно містить достатню кількість кисню, щоб забезпечити повний склад із п’яти осіб на 72 години.
Cyclops 1 використовувався для огляду уламків Андре Доріа в червні 2016 року. Дані дослідження мали на меті побудувати комп’ютерну модель затонулого лайнера та його околиць для покращення навігації.

### Titan(4000 метрів)
«Титан» був другим підводним апаратом, розробленим і побудованим OceanGate, який став першим підводним апаратом, здатним перевозити п'ятьох людей на максимальну глибину 4000 м. Це також перша завершена підводна машина з екіпажем, яка використовує пасажирський резервуар під тиском, виготовлений із композитних матеріалів з титану та вуглецевого волокна, оскільки більшість інших підводних апаратів, які перевозять людину, розроблені з суцільнометалевим резервуаром під тиском. Композитний резервуар під тиском надавав підводному апарату природну плавучість, яка виключала використання синтактичної піни.
Після перевірочних випробувань для занурень на максимальну номінальну глибину в 2018 і 2019 роках оригінальний композитний корпус «Титан» отримав пошкодження від втоми та був замінений у 2021 році. У тому році OceanGate почав надавати туристичні послуги для відвідування уламків «Титаніка», завершивши кілька занурень до місця аварії в 2021 і 2022 роках.
18 червня 2023 року OceanGate втратив зв’язок із «Титаном» під час свого першого занурення на «Титанік» у 2023 році. Втрата контакту відбувалася кілька разів під час попередніх тестових і екскурсійних занурень, і влада не була попереджена, доки підводний апарат не затримався для повернення. Почалася масштабна міжнародна пошуково-рятувальна операція, яка завершилася 22 червня, коли біля носа «Титаніка» було виявлено уламки «Титана».

#### Проєктування та будівництво
У 2013 році компанія OceanGate розпочала розробку підводного апарата з композитним корпусом із вуглецевого волокна та титану у співпраці з Лабораторією прикладної фізики (APL) Університету Вашингтона (UW), умовно названого Cyclops 2; перші титанові структурні компоненти були замовлені в грудні 2016 року у Titanium Fabrication Corp. (TiFab), і OceanGate підписали контракт із Spencer Composites у січні 2017 року на вуглецевий композитний циліндр. Раніше Спенсер побудував композитний корпус під тиском для одномісного DeepFlight Challenger для Стіва Фоссетта за проектом Грема Хоукса. Після смерті Фоссетта DeepFlight Challenger придбала Virgin Oceanic Річарда Бренсона, яка оголосила про плани здійснити серію з п’яти занурень у найглибші точки океанів; DeepFlight відмовився схвалити план, оскільки корабель був розроблений для занурення лише один раз. Адам Райт, президент DeepFlight, заявив у 2014 році: «Проблема полягає в тому, що міцність композитного корпусу [DeepFlight Challenger] зменшується після кожного занурення. Він найміцніший під час першого занурення». Компанія Spencer Composite отримала складні вимоги до витривалості Cyclops 2, який мав би витримувати 6600 psi (46 МПа; 450 атм) робочого тиску з коефіцієнтом безпеки 2,25 × для передбачуваної максимальної глибини 4000 м. До жовтня 2019 року Cyclops 2 було перейменовано на Titan, а OceanGate заявили, що вони почали розробку нових моделей підводних апаратів.
Розрахунки показали, що циліндр, який утворює центральну секцію відсіку екіпажу, повинен мати товщину стінок 114 мм, яку OceanGate округлив до 127 мм; він складається з 480 змінних шарів попередньо препрегованої односпрямованої тканини, покладеної в осьовому напрямку, і обмотки, прокладеної в напрямку кручів. Циліндр був виготовлений у 2017 році та витриманий при 137 °C протягом 7 днів. Весь резервуар високого тиску складається з двох титанових напівсфер, двох відповідних титанових кілець інтерфейсу та циліндра довжиною 2,4 м з внутрішнім діаметром в 142 см з вуглецевого волокна – найбільшого подібного пристрою, коли-небудь створеного для використання в підводних апаратах з екіпажем. Одна з титанових напівсферичних торцевих кришок оснащена акриловим вікном діаметром у 380 мм. На додаток до відділення для екіпажу, Titan включає посадочні рами та зовнішню оболонку зі скловолокна, прикріплені болтами до титанових сполучних кілець. Titan має розміри 670 см × 280 см × 250 см і важить 9525 кг з максимальним корисним навантаженням 685 кг. Він рухається зі швидкістю до 3 вузлів (5,6 км/год) з використанням чотирьох електричних двигунів, два з яких розташовано горизонтально та два вертикально. Судно містить достатню кількість кисню, щоб забезпечити повний склад із п’яти осіб на 96 годин.
«Титан» оснащений системою акустичного моніторингу в режимі реального часу, яка, як стверджує OceanGate, може виявити початок викривлення корпусу з вуглецевого волокна до катастрофічної поломки . Раш володіє патентом на цю систему.

#### Обмеження
Після того, як пасажири опинялись на борту, люк закривався і прикручувався болтами ззовні; відкрити люк зсередини апарата можливості не було. Крім того, була відсутня бортова система визначення місця розташування; судно підтримки, яке стежило за положенням «Титана» відносно його цілі, надсилало текстові повідомлення «Титану», вказуючи відстані та напрямки.
Комітет Товариства морських технологій з пілотованих підводних апаратів написав приватний лист Стоктону Рашу в березні 2018 року, висловлюючи занепокоєння щодо конструкції «Титана» і закликаючи його «класифікувати» апарат (сертифікувати товариство класифікації суден), частково тому, що маркетинг підводного апарата, який заявив, що апарат буде відповідати або перевищувати стандарти DNV, вводив в оману, оскільки OceanGate не мав наміру проводити випробування транспортного засобу у DNV. Хоча лист не було надіслано, голова комітету сказав, що він мав «відверту розмову» з Рашем, після якої вони «погодилися не погоджуватися». У 2019 році OceanGate опублікував допис у блозі, в якому пояснював, чому «Титан» не було класифіковано. У дописі OceanGate стверджує, що «переважна більшість морських (та авіаційних) аварій є результатом помилки оператора, а не механічної несправності», і стверджує, що класифікація зосереджена виключно на фізичному стані судна, а не на його корпоративних діях, які вона характеризує як «постійні, цілеспрямовані зусилля та цілеспрямована корпоративна культура» «підтримання високого рівня безпеки експлуатації».
Журналіст Девід Пог їздив на «Титані», щоб побачити «Титанік» у 2022 році, зазначив, що «Титан» не був обладнаний аварійним локаторним маяком; під час його експедиції надводне допоміжне судно втратило слід «Титана» «приблизно на п'ять годин, і тоді обговорювалося додавання такого маяка. Вони все ще могли надсилати короткі повідомлення на апарат, але не знали, де він знаходиться. Було тихо і дуже напружено, і вони відключили доступ до Інтернету на апараті, щоб ми не писали в Твітер». Майк Райс підтвердив, що підводний апарат втрачав зв’язок під час кожного з його чотирьох занурень, і сказав, що «здається, це просто увійшло в систему». Як приклад, Рейс повідомив, що для визначення місцезнаходження «Титаніка» під час одного занурення знадобилося три години, незважаючи на те, що він сів лише за 460 м від кораблетрощі.

#### Тестування та перевірка
OceanGate стверджував на своєму вебсайті станом на 2023 рік, що «Титан» був «спроєктований і сконструйований OceanGate Inc. у співпраці [з] експертами з NASA, Boeing і Університету Вашингтона». У лабораторії прикладної фізики Університету Вашингтона була побудована та випробувана модель судна під тиском «Cyclops 2» у масштабі 1⁄3; модель витримала тиск 4285 фунтів на квадратний дюйм (29,54 МПа; 291,6 атм), що відповідає глибині приблизно 3000 м. Після зникнення «Титана» в 2023 році Університет Вашингтона заявив, що Лабораторія прикладної фізики не брала участі в «проєктуванні, розробці або випробуванні підводного апарата „Титан“». Представник Boeing також сказав, що Boeing «не був партнером по Titan і не проєктував і не будував його». Представник NASA сказав, що Центр космічних польотів імені Маршалла NASA уклав угоду про Космічний акт з OceanGate, але «не проводив випробування та виробництво за допомогою своєї робочої сили чи засобів». У 2022 році Раш рекламував Погу партнерство з NASA, Boeing і UW у відповіді на запитання щодо імпровізаційного дизайну, який сприймається як «Мак-Ґайверівщина» на основі використання готових компонентів.
Девід Локрідж, директор з морських операцій компанії OceanGate, оглянув Titan під час його передачі від інженерної частини до операційної та подав звіт про контроль якості в січні 2018 року, в якому заявив, що неруйнівний контроль корпусу з вуглецевого волокна для перевірки наявності пустот і розшарування, які можуть поставити під загрозу міцність корпусу, не проводився. Натомість Локріджу сказали, що OceanGate покладатиметься на систему акустичного моніторингу в режимі реального часу, яка, на його думку, не попередить екіпаж про можливу невдачу з достатнім часом для безпечного переривання місії та евакуації. Наступного дня після того, як він подав звіт, його викликали на нараду, на якій йому повідомили, що акрилове вікно розраховане на глибину лише 1300 м, оскільки OceanGate не буде фінансувати дизайн вікна на глибину 4000 м.  Під час цієї зустрічі він повторив свою стурбованість і додав, що відмовиться дозволити тестування екіпажем без сканування корпусу; У результаті Локрідж був звільнений зі своєї посади. Того червня OceanGate подала позов проти Локріджа, звинувативши його в неналежному розголошенні комерційних таємниць і шахрайському створенні підстави для його звільнення. Позов було вирішено в листопаді 2018 року.
Початкове випробування занурення з екіпажем було проведено в П'юджет-Саунд. OceanGate повідомив, що випробування Titan без екіпажу на 4000 м було проведено в 2018 році для підтвердження конструкції, після чого було заявлено, що екіпаж із чотирьох осіб встановив рекорд, спустившись на Titan на 3760 м у квітні 2019 року. Випробування проводилися біля острова Великий Абако, поблизу краю континентального шельфу, оскільки платформу потрібно буде відбуксирувати лише на 19 км на глибину понад 4600 м. Під час спуску під керуванням людини, який Раш здійснив наодинці 10 грудня 2018 року, він використав вертикальні двигуни, щоб подолати неочікувану позитивну плавучість під час занурення на 3 000 м, що спричинило перешкоди у системі зв’язку, і він втратив контакт із надводним судном приблизно на годину. Раш став другою людиною, яка самостійно занурилася на глибину 4 000 м після Джеймса Кемерона, який у 2012 році занурився в Безодню Челленджера у Маріанській западині, приблизно на 11 000 м.
Після завершення випробувань у січні 2020 року корпус «Титана» почав демонструвати ознаки циклічної втоми, і рейтинг апарата було знижено до 3000 м. Композитний циліндричний корпус, виготовлений Спенсером, був відремонтований або замінений компаніями Electroimpact і Janicki Industries у 2020 або 2021 роках, перед першими подорожами на «Титанік». За словами Раша, матеріали з вуглецевого волокна належали компанії Boeing, але компанія OceanGate придбала їх зі значною знижкою, оскільки термін їхньої придатності закінчився.

#### Тури на«Титанік»
1 вересня 1985 року Роберт Баллард за допомогою Argo і RV Knorr виявив затонулий корабель «Титанік». У 1986 році Баллард і двоє його супутників провели детальні фотозйомки та огляди уламків «Титаніка» за допомогою ППА Алвін, Джейсона-молодшого та корабля підтримки RV Atlantis II. З тих пір проводилися екслюзивні екскурсії до уламків «Титаніка», особливо на російських підводних апаратах серії «Мир», які були замовлені для цієї мети в 1990-х роках, включаючи зйомку кадрів для перших сцен однойменного фільму 1997 року.
Після перевезення туристів до уламків лайнера «Андреа Доріа» у 2016 році Раш зазначив, що «є лише одна кораблетроща, про яку всі знають... якщо ви попросите людей назвати щось під водою, це будуть акули, кити та „Титанік“». Titan від OceanGate використовувався для кількох дослідницьких експедицій на місці уламків «Титаніка», починаючи з 2021 року. Раш заявив, що «Титан» можна використовувати для дослідження місця уламків і точні сканування можуть бути використані для побудови 3-D моделі кораблетрощі.
«Титан» компанії OceanGate використовувався для кількох дослідницьких експедицій на місці уламків «Титаніка». Коли в 2017 році було оголошено про плани щодо експедицій на «Титанік», перша поїздка була запланована на 2018 рік, і кожне місце туриста коштувало 105 129 доларів США, що було ціною квитка в номер Вандербільта на «Титаніку» в 1912 році з поправкою на інфляцію. Продовження випробувань нового корпусу унеможливило роботу в 2018 році. До 2019 року вартість квитка на «Титан» для огляду «Титаніка» зросла до 125 000 доларів США; 54 туристи зареєструвалися на один із шести рейсів, які мали розпочатися 27 червня, але ці плани були відкладені до 2020 року, оскільки не вдалося отримати дозволи для надводного допоміжного судна. Запропонована операція включала MV Havila Harmony (плавав під неканадським прапором) і порушила Закон про каботажну торгівлю, який забороняє суднам під іноземним прапором здійснювати комерційні рейси з портами відправлення та призначення в Канаді, аналогічно Закону Джонса у США. У січні 2020 року максимальну глибину для первісного корпус був знижений до 3000 м після виявлення ознак втоми, а пандемія COVID-19 у Сполучених Штатах затримала закупівлю нитки з вуглецевого волокна, необхідної для заміни корпусу. У листопаді 2020 року Раш оголосив, що перша подорож до «Титаніка» буде відкладена на травень 2021 року.
На сезон 2021 року OceanGate вибрала AHTS Horizon Arctic під прапором Канади як надводне судно підтримки. Перша оглядова експедиція до «Титаніка» на борту «Титана» мала розпочатися наприкінці червня 2021 року; перше занурення було завершено в середині липня. Друге занурення відбулося на початку серпня, і «Титан» повернувся до Сіетла в листопаді.
До 2022 року вартість квитка подвоїлася до 250 000 доларів. Horizon Arctic знову служив судном підтримки для запланованих занурень. Відповідно до судових документів OceanGate, 28 осіб відвідали «Титанік» на «Титані» в 2022 році, 21 з яких були «спеціалістами з місії», тобто нештатними пасажирами. Загалом OceanGate здійснив шість занурень до «Титаніка» у 2021 році та сім у 2022 році.
Для оглядової експедиції 2023 року OceanGate отримав MV Polar Prince як допоміжне судно, плануючи розпочати діяльність в травні. За словами Раша, вартість лізингу Horizon Arctic зросла до 200 000 доларів на тиждень; перехід на Polar Prince означав, що платформу для запуску та відновлення потрібно буде відбуксирувати на місце, а не нести на борту. Складні погодні умови не дозволили провести перші занурення в травні.

#### Інцидент і руйнування(2023)
18 червня 2023 року Титан зник у північній частині Атлантичного океану приблизно за 400 морських миль (740 км) на південний схід від узбережжя Ньюфаундленду. Підводний апарат перевозив туристів, у тому числі Хеміша Гардінга, Шахзаду Давуда та його сина Сулемана Давуда, а також експерта з «Титаніка» Поля-Анрі Наржоле та засновника OceanGate Стоктона Раша, щоб оглянути уламки «Титаніка». Зникнення підводного апарата викликало широкомасштабні пошуково-рятувальні роботи. 22 червня 2023 року було оголошено, що Титан вибухнув, ймовірно, під час спуску, миттєво вбивши п’ятьох людей на борту.
У четвер, 22 червня, підводний апарат «Титан» був оголошений втраченим, всі 5 пасажирів загинули . Причина з’ясовується, але за попередніми повідомленнями та висновком, він зазнав катастрофічного вибуху. Майбутні дебати та дослідження будуть зосереджені на конструкції, методах безпеки та тестуванні підводних апаратів.

### Cyclops 3іCyclops 4(6000 метрів)
У 2019 році компанія OceanGate заявила, що планує розробити наступні підводні човни Cyclops 3 і Cyclops 4 із цільовою максимальною глибиною 6000 м, а на початку 2020 року оголосила, що розробка та виробництво корпусів здійснюватиметься в Центрі космічних польотів імені Маршалла НАСА в Хантсвіллі, штат Алабама. Як було оголошено в січні 2020 року, підводні апарати будуть фінансуватися за рахунок нового раунду інвестицій «100% інсайдерів» на загальну суму 18,1 мільйона доларів США.  За словами Джона Вікерса, участь NASA здійснювалася згідно з Угодою про космос, спрямованою на подальше досягнення «цілей дослідження далекого космосу» та «вдосконалення матеріалів і виробництва для американської промисловості».